# Nematabramis borneensis
Nematabramis borneensis är en fiskart som beskrevs av Robert F. Inger och Chin 1962. Nematabramis borneensis ingår i släktet Nematabramis och familjen karpfiskar. Inga underarter finns listade i Catalogue of Life.